# كلية العلوم جامعة الأزهر بالقاهرة
كلية العلوم جامعة الأزهر بالقاهرة إحدي كليات جامعة الأزهر، تقع بمدينة نصر، تنقسم لفرعين، فرع للبنات أنشأ سنة 1961، وفرع للبنين أنشأ عام 1964.

## التاريخ
كلية العلوم (بنين) بجامعة الأزهر هي إحدى الكليات التي شملها القانون رقم (103) لسنة 1961 بشأن تطوير الأزهر، وبدأت الكلية كأحد أقسام كلية الهندسة بجامعة الأزهر تحت اسم قسم العلوم الأساسية، حيث بدأ عام 1964 وشمل القسم حينها أساتذة في تخصصات الكيمياء والفيزياء والرياضيات وبدأ مؤسسوا القسم في إرسال البعثات لمختلف الدول لإعداد الكوادر اللازمة لإنشاء كلية العلوم وافتتاحها بعد اكتمال تخصصاتها. ضمت الكلية أعضاء هيئة تدريس في مجالات الجيولوجيا والنبات وعلم الحيوان والفلك والأرصاد الجوية بعد افتتاحها وصدور قرار إنشائها.
أنشأت كلية العلوم للبنات عام 1961 باسم شعبة العلوم الأساسية بكلية البنات الإسلامية ضمن كليات جامعة الأزهر التي شملتها المادة رقم (34) من القانون رقم (103) لسنة 1961 بشأن تطوير الأزهر. وكانت أ.د. زينب عصمت راشد أستاذ التاريخ آنذاك هي عميدة كلية البنات الأسلامية، ودخلها أول عدد من الطالبات في أكتوبر عام 1962، حيث بلغ عدد الطالبات 201 طالبة. إذ بدأت الدراسة بها وكان في ذلك الوقت قسم الكيمياء والطبيعة فقط. وفي عام 1971 أُنشأ قسم الرياضيات ومن ثم قسمي النبات وعلم الحيوان عام 1972، وفي عام 1974م رأس الشعبة أ.د/ أحمد فؤاد شلبي، حيث بلغ عدد الطالبات في الشعبة في العام الجامعي 74/1975 (750) طالبة، وفي العام الجامعي 76/1977 (752) طالبة.

### تاريخ إنشاء كلية العلوم
- أولاً: صدر قانون رقم (103) لسنة 1961 بشأن إعادة تنظيم الأزهر والهيئات التي يشملها وتضمن المادة رقم (111) ص 89 من القانون تكوين كليات ومعاهد جامعة الأزهر وضمنها كلية العلوم.
- ثانياً: صدر قرار رئيس الجمهورية العربية المتحدة رقم (1165) لسنة 1970 بشأن إنشاء كلية العلوم بجامعة الأزهر وكان القرار:
  - مادة أولى: تنشأ كلية العلوم بجامعة الأزهر وتكون نواتها شعبة العلوم الأساسية بالجامعة.
  - مادة ثانية: ينشر هذا القرار في الجريدة الرسمية. “صدر برئاسة الجمهورية في 28 يونيو 1970 (توقيع جمال عبد الناصر)
- ثالثاً: صدر القرار الوزارى رقم (3) لسنة 1971 بتاريخ 3 يناير 1971 والذي نص على ان تتكون كلية العلوم بجامعة الأزهر من الأقسام الآتية:
  - قسم العلوم الرياضية
  - قسم العلوم الفيزيائية
  - قسم الكيمياء العامة
  - قسم النبات والميكروبيولوجى
  - قسم علم الحيوان والحشرات
  - قسم الجيولوجيا
  - قسم الفلك والأرصاد الجوية. “صدر بمكتب وزير شئون الأزهر بالجمهورية العربية المتحدة بتاريخ 3 يناير 1971” (توقيع د. عبد العزيز كامل)
- رابعاً: صدر في 19 مارس 1975 قرار رئيس جمهورية مصر العربية رقم 250 لسنة 1970 باللائحة التنفيذية للقانون رقم (103) لسنة 1961) والذي تضمن الباب الخامس تكون جامعة الأزهر والاختصاصات ونظام العمل في المجالس “صدر برئاسة الجمهورية في 19 مارس 1975” (توقيع أنور السادات)
- خامساً: صدر قرار رئيس مجلس الوزراء رقم (3) لسنة 1984 بشأن إنشاء قسم الفلك والأرصاد الجوية بكلية العلوم (بنين) بجامعة الأزهر. “صدر القرار برئاسة مجلس الوزراء اعتماد في غرة ربيع الآخر سنة 1404 ه الموافق 4 يناير سنة 1984 (رئيس مجلس الوزراء “د. فؤاد محي الدين”)

تضم الكلية حالياً أربعة مباى، المبنى القديم ويضم قسم الكيمياء ومعامله. المبنى الجديد ويشمل إدارة الكلية وأقسام الجيولوجيا والنبات وعلم الحيوان ومعاملها. مبنى الفلك ويضم أقسام الفلك والفيزياء والرياضيات. مبنى المعامل المركزية.
كما تشتمل الكلية على سبعة أقسام علمية تقدم 23 برنامج دراسى مختلف، إضافة إلى العديد من الدبلومات المختلفة ودرجات الماجستير والدكتوراه في مختلف التخصصات.
تولى الأستاذ الدكتور أحمد مدحت إسلام أول منصب عمادة للكلية (1970 – 1976)، ومن خريجى الدفعة الأولى للكلية عام 1970، السادة الأساتذة الدكتور محمود راغب زاهر ومحمد محسن بدر الصباح والبيلى إسماعيل شعيشع وعلاء الدين عبد الحميد بهجت وعبد الرحمن أحمد محمدالسمان.

## مراكز الكلية
تشرف الكلية على سبعة مراكز/ وحدات ذات طابع خاص تعمل على خدمة المجتمع وتنمية البيئة ويديرها أعضاء هيئة التدريس بالكلية، وهي:
- مركز معالجة المخاطر البيئية

ويحتوى المركز على الأجهزة العلمية اللازمة للتحاليل الكيميائية للملوثات البيئية المختلفة وتحاليل المواد (الهواء – الماء – التربة) وغيرها. من أهم هذه الأجهزة الامتصاص الذري، والكروماتوجراف الأيوني، السائل الكروماتوجرافي ذات الكفاءة العالية، العكارة، قياس التوصيل الكهربي ونسبة الأكسجين بالإضافة إلى التحاليل الحجمية والوزنية والامتصاص الطيفي. يقوم المركز بإجراء الدراسات الخاصة بتقييم الآثار البيئية والاستشارات العلمية والفنية. قدم المركز العديد من الدراسات الخاصة بتقييم مجموعة من الشركات الصناعية في شبرا الخيمة ومدينة العاشر من رمضان ومدينة السادس من أكتوبر ومدينة السويس ومدينة الأسكندرية.
- المركز الإقليمى للفطريات وتطبيقاتها

يقوم المركز إلى جانب رسالته البحثية بإعداد الكفاءات العلمية في مجال العلوم الفطرية والاهتمام بالدراسات الميدانية التي تثرى العمل البحثى، كما يقدم بخدمة عملية للباحثين والطلاب وأعضاء هيئة التدريس بما لدية من أجهزة تعتبر من احدث الاجهزة على المستوى العالمى (Image Analysis System – Gel Documentation System – Visible Spectrophotometer – Atomic Absorption Spectroscopy – PCR – Amino Acid Analyzer – Capillary Electrophoresis – Ultracentrifuge – Lyophilizer – LPLC – HPLC – Culture Collection Unit – DNA Sequencer – Electron Microscopy Unit – Tissue Culture Unit)
كما يقوم بتنظيم دورات تدريبية ومؤتمرات علمية ويقدم ماتسفر عنه المؤتمرات من توصيات لسائر الاجهزة المعنية والمسئولة للانتفاع بها في مجالات الحياة المختلفة.
- مركز بيوتكنولوجيا التخمرات والميكروبيولوجيا التطبيقي

```
مجلس الجامعة رقم 358 بتاريخ 4/1/1995م
```

ويقدم المركز الاستشارات المجانية لقطاعات الصناعة والزراعة والبحث العلمى التي تتطلب استخدام المفاعلات الحيوية – تنقية وتعريف العزلات الميكروبية المختلفة – تحليل النشاط ضد الميكروبى للمواد البيولوجية والكيميائية – الكشف عن التلوث الميكروبى في العينات المختلفة – التحليل الكمى والكيفى للانزيمات وتنقيتها – التحليل البيولوجى والكيميائى لعينات المياه المختلفة. يفتح المركز قنوات اتصال بين مختلف قطاعات البحث العلمة والإنتاج موجها اهدافة إلى الاحتياجات القومية للتنمية كما يعمل المركز على إنشاء بنك للسلالات الميكروبية والعمل على تسجيل السلالات الجديدة
- مركز الهندسة الوراثية

يهدف المركز إلى دفع عجلة التقدم وربطها بالمستوى العالمى في أبحاث الهندسة الوراثية وتقديم الخدمات العلمية والتكنولوجيه للوزارات والمؤسسات والهيئات والمصانع بهدف حل المشكلات المتعلقة بالبيئة. ينظم المركز دورات تدريبية في الهندسة الوراثية والتكنولوجيا الحيوية للمهتمين من داخل الوطن وخارجه بمشاركة كبار المتخصصين المحليين والدوليين لرفع المستوى العلمى للباحثين الشبان.
كما يعمل على تنفيذ سياسات كلية العلوم فيما يختص بتطوير التعليم والتدريب في المرحلة الجامعية وما بعد المرحلة الجامعية.
- مركز تكنولوجيا البلازما

```
قرار رئيس مجلس الوزراء رقم 214 لسنة 1992
```

ويعمل المركز في مجال أبحاث البلازما ولديه العديد من المشروعات مشتركة مع جامعة نوفوك الأمريكية – جامعة بوخوم الألمانية – جامعة كيوشو اليابانية – جامعة ناجويا اليابانية – صندوق تطوير العلوم والتكنولوجيا أكاديمية البحث العلمى – الكلية الفنية العسكرية والوكالة الدولية للطاقة الذرية
- كما يعمل المركز على مشروع بحثى ممول لانتاج غاز الهيدروجين من الغازات الهيدروكربونية كالميثان (823600 جنيه ولا يزال جارى)، إضافة إلى تصميم وتصنيع جهاز لانتاج غاز الاوزون بتكلفة منخفضة لاستخدامه في معالجة المياه والتعقيم وحفظ الاطعمة وتعقيم حمامات السباحة وخزانات المياه (براءة اختراع)
- مركز جامعة الأزهر لأبحاث علوم المواد والزجاج

قرار مجلس الوزراء رقــم 97 لسنة 2000 بتاريخ 9 / 7 / 2000
ويعمل المركز على تحضير ودراسة خواص مواد لها تطبيقات علمية في المجالات الالكترونية والصناعية، وكذلك تحضير وتصنيع خلايا شمسية من مواد رخيصة واستخدامها في توليد الطاقة الكهربية وتقديم الاستشارات العلمية في المشاكل الصناعية والالكترونية.
- وحدة أبحاث ودراسات الحشرات الناقلة لأمراض الإنسان والحيوان

قرار رئيس مجلس الوزراء رقم 57 لسنة 1996
وتعمل الوحدة في مجال المسح البيئى ودراسة التوزيع الجغرافى للحشرات الطبية في جميع أنحاء جمهورية مصر العربية بصفة عامة والمناطق الموبؤة والمناطق السياحية والعمرانية الجديدة بصفة خاصة، وإجراء دراسات تصنيفية وتكوين وإعداد المجموعات المرجعية للحشرات الطبية في مصر.

## نظام الدراسة
كلية العلوم بجامعة الأزهر تمنح درجات الإجازة العليا (البكالوريوس) والماجستير والدكتوراه إضافة إلى الدبلومات المتخصصة في العلوم الأساسية، لذا فالدراسة فيها تعتمد على الدراسة العملية بجانب الدراسة النظرية ويجوز لكل قسم أن يعد نظاما للتدريب الحقلي لطلاب الفرقتين الثالثة والرابعة داخل الكلية أو خارجها وينفذ تحت إشراف أعضاء هيئة التدريس في القسم المختص بنسبة 50% من درجة أعمال السنة في المقررات التي يحددها مجلس القسم المختص واعتماد مجلس الكلية. أما قسم الجيولوجيا فتشمل أعمال السنة لطلاب الفرق المختلفة لجميع البرامج التدريب الحقلي بنسبة 50% من أعمال السنة وذلك طبقا لما يقرره مجلس القسم في هذا الخصوص واعتماد مجلس الكلية.
مدة الدراسة بالكلية للحصول على درجة الإجازة العليا (البكالوريوس) في العلوم أربع سنوات على نظام الفصلين الدراسيين. وتتيح الكلية عدد كبير من البرامج الأكاديمية بهدف توسيع القاعدة المهنية لخريجيها وبما يتفق مع ميولهم ورغباتهم.
تبين لائحة الكلية وتوصيف البرامج الأكاديمية المقررات الدراسية للسنوات المختلفة، إضافة إلى عدد المحاضرات والتمارين النظرية والدروس العملية والتطبيقية والشفهية لكل مقرر وعدد الساعات المخصصة لكل منها، وعدد ساعات الامتحانات التحريرية والعملية.
تتبنى الكلية المعايير القياسية القومية للعلوم الأساسية بموافقة مجلس الكلية رقم 617 والمنعقد في السابع من سبتمبر 2008 وذلك بعد وضعها من قبل الهيئة القومية لضمان جودة التعليم والاعتماد وإعلانها في مؤتمرها الأول 21 – 22 يونيو 2008 ومناقشتها مع مجالس الأقسام الأكاديمية بالكلية.

### الدراسات العليا
يفتح باب القبول في الدراسات العليا في دورتين، دورة أكتوير وتبدأ من 15 أغسطس إلى 15 سبتمبر من كل عام لجميع المراحل (تمهيدى ماجستير – دبلوم – ماجستير – دكتوراه). ودورة مارس ويتم القبول بها بدأ من 15 يناير إلى 15 فبراير من كل عام وتكون قاصرة على تسجيلات درجتى (الماجستير / الدكتوراه) فقط (منشور الإدارة العامة للدرسات العليا والبحوث رقم 33 بتاريخ 8/9/2008م)
يتم تلقى أوراق الطلاب المتقدمين للقيد أو التسجيل في الفترة المحددة عاليه بإدارة الدراسات العليا بالكلية.
تبدأ خطة الدراسة بمرحلة الدراسات العليا من 15 أكتوبر من كل عام لمرحلتى (الدبلوم / تمهيدى الماجستير) وتنعقد امتحانات الدور الأول في شهر مايو أو يونيو من كل عام وامتحانات الدور الثاني في شهر أغسطس وسبتمبر (حسب ما يقرره مجلس الجامعة بهذا الشأن).
حددت اللائحة الداخلية لكلية العلوم مدة الدراسة في برنامج الماجستير بسنة واحدة على الأقل من تاريخ التسجيل للماجستير وبعد النجاح في السنة التمهيدية. كما حددت اللائحة المدة اللازمة للحصول على الدكتوراة بسنتين من تاريخ التسجيل لدرجة الدكتوراة.

## براءات الإختراع
- براءة اختراع رقم 92080460 (اسطح نشطة لإزالة التلوث من مياه الصرف الصناعى والزراعى) – أ.د. محمد صلاح الدين عزب
- براءة اختراع رقم 91110732 (محسن لخواص التربة وحامل لقاحات بكترية منتج من مخلفات زراعة الموز) – أ.د. محمد صلاح الدين عزب
- التعرف على المواد الداخلة في تركيب طوبة مصنعة وتحديد نوع الخامات الأولية التي صنعت منها، هل هي الطمى الممنوع قانونا، أم الطفلة المصرح بها، وذلك بطريقة كهربية دقيقة جدا. وذلك بهدف منع تجريف الأرض الزراعية من أجل المحافظة على طمى النيل الذي يكسب الأرض الزراعية خصوبة كبيرة. – أ.د. محمد يسرى محمد أنور حسان.
- اكتشاف إمكانية صناعة الأسمنت البورتلاندى من البازلت بدلا من الطفلة بغرض تصنيع الأسمنت في الأماكن التي لاتتوافر بها الطفلة الصالحة لصناعة الأسمنت. والبحث حاصل على براءة الاختراع من مكتب براءات الاختراع باكاديمية البحث العلمى والتكنولوجيا برقم 20578 لسنة 1993م – أ.د. محمد يسرى محمد أنور حسان.
- استخدام الكبريت في اختزال أكاسيد العناصر الانتقالية الموجودة في عينات من الزجاج مثل الزجاج المصنع من البازلت، وذلك من أجل التحكم في نِسَب أيونات العناصر الانتقالية المختزَلة في العينة حتى تصل إلى نسبة 100 %، وهذا مفيد في التطبيقات العملية لتصنيع دوائر التحكم الآلى وهندسة الاتصالات – أ.د. محمد يسرى محمد أنور حسان.
- استخدام التراب المتخلف عن صناعة الأسمنت وهو ما يسمى by-pass cement dust في صناعة بعض أنواع من الزجاج الملون، وذلك من أجل حل مشكلة بيئية كبيرة ناجمة عن تراكم هـــذا التراب في مصانع الأسمنت بكميات هائلة ثم إلقائه بالصحراء مما يؤدى إلى تلوث الهواء – أ.د. محمد يسرى محمد أنور حسان.
- جهاز أوزونيتا لتوليد غاز الأوزون – أ.د. عبده أبو وإلى جرامون.

## عمداء الكلية

### فرع البنات
- أ.د / عفاف عبد الرحمن المارية
- أ.د/ أحمد كامل إمام الخولى
- أ.د / أحمد محمد السيد رجب
- أ.د / سلوى أحمد السيد عبده
- أ.د/ وداد أحمد على عطوة
- أ.د / نادية محمود حسن طه
- أ.د / نهال عمر غالب شاكر
- أ.د / جيهان محمد كمال